# ルポ 川崎
『ルポ 川崎』（ルポ・かわさき）は、2017年に発行された磯部涼のノンフィクション書籍。第17回新潮ドキュメント賞の候補作にもなった。

## 概要
音楽ライターの磯部涼により雑誌「サイゾー」2015年12月号から連載された神奈川県川崎市川崎区を中心としたノンフィクションが下敷きとなった川崎のルポルタージュである。本書には川崎区出身のヒップホップグループであるBAD HOPのメンバーや、SCARSのA-THAG、ダンサーの君島かれん、フォークシンガーの友川カズキらが登場する。2018年1月14日に川崎市のライヴ・ハウス「セルビアン・ナイト」で本書に登場した人物が揃って出演するイベントが開催された。

## 背景
『ルポ 川崎』の担当編集者と著者の磯部は、以前から一緒に少年犯罪や脱法ドラッグの記事を制作していた。その中で取材対象と会う場所として川崎駅周辺を指定されることが多く、話を聞き以前から川崎に対して特殊な土地だと認識していたという。元々は少年犯罪を題材とした企画を漠然として考えていたが、何かしらの縛りがあった方がいいと考えた先に川崎が思い浮かんだ。また、2012年から開催しているBAZOOKA!!! 高校生RAP選手権に出演していたT-Pablow、YZERRが所属するヒップホップグループ、BAD HOPに衝撃を受け取材していた背景もあり、これらが結び付き川崎が題材となっている。2015年に川崎市の多摩川河川敷で起きた川崎市中1男子生徒殺害事件や、簡易宿泊所火災などの事件も影響している。

## 書誌情報
- 磯部涼 『ルポ 川崎』 サイゾー、2017年。ISBN 978-4866250908。